# Eduard Ortgies (Maler)
Eduard Ortgies (* 19. Oktober 1859 in Zürich; † 25. Juni 1896 ebenda) war ein Schweizer Landschafts- und Tiermaler der Düsseldorfer Schule.

## Leben

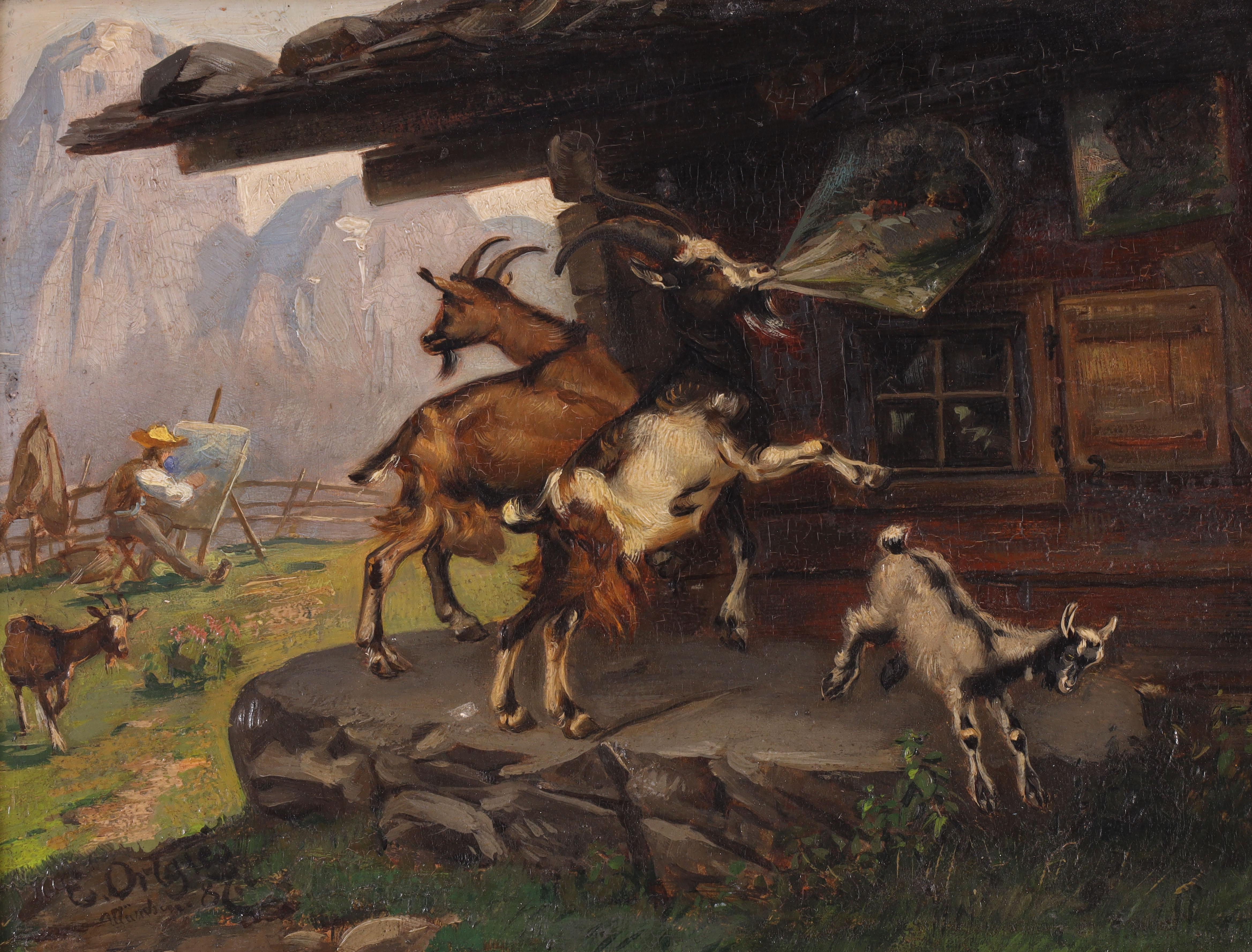
Freche Ziegen, 1887

Ortgies, Sohn des Botanikers Eduard Ortgies und Bruder der Landschaftsmalerin Vida Ortgies, nahm zunächst Privatunterricht bei dem Genremaler Julius Geertz in Düsseldorf, wo er zwei Jahre blieb. Ab 1878 studierte er Malerei an der Königlichen Akademie der Bildenden Künste München (bei Ludwig von Löfftz, Gyula Benczúr und Gabriel von Hackl) und in den folgenden Jahren an den Akademien in Karlsruhe (bei Ernst Hildebrand) und Weimar. 1882/1883 arbeitete er im Atelier des Zürcher Tiermalers Rudolf Koller, danach lebte er als Schüler von Heinrich von Zügel bis 1890 in München und in Bayrischzell. Anschliessend kehrte er in seine Vaterstadt zurück, wo er 36-jährig starb.